# 1749
1749 (MDCCXLIX) byl rok, který dle gregoriánského kalendáře započal středou.

## Události
- 30. srpna – ve Španělsku nechal zahájit španělský král Ferdinand VI. tvrdé stíhání cikánů, známé jako Velká razie, s cílem zajistit je, uvěznit a následně ve svém království vymýtit.

## Vědy a umění
- Na svých cestách popisuje jistý Francouz jako první Evropan strom baobab

## Narození

### Česko
- 13. ledna – František Faustin Procházka, kněz, spisovatel a knihovník († 2. prosince 1809)
- 22. února – Jakub Jan Trautzl, český kněz, varhaník, hudební skladatel, spisovatel a pedagog († 27. června 1834)
- 10. dubna – Jiří Procháska, česko-rakouský lékař († 17. července 1820)
- 15. listopadu – Václav Leopold Chlumčanský z Přestavlk a Chlumčan, pražský arcibiskup († 14. června 1830)
- 5. prosince – Karel Hanke, německý hudební skladatel narozený v Čechách († 10. června 1803)
- 30. prosince – Antonín Kraft, violoncellista a hudební skladatel českého původu († 28. srpna 1820)

### Svět

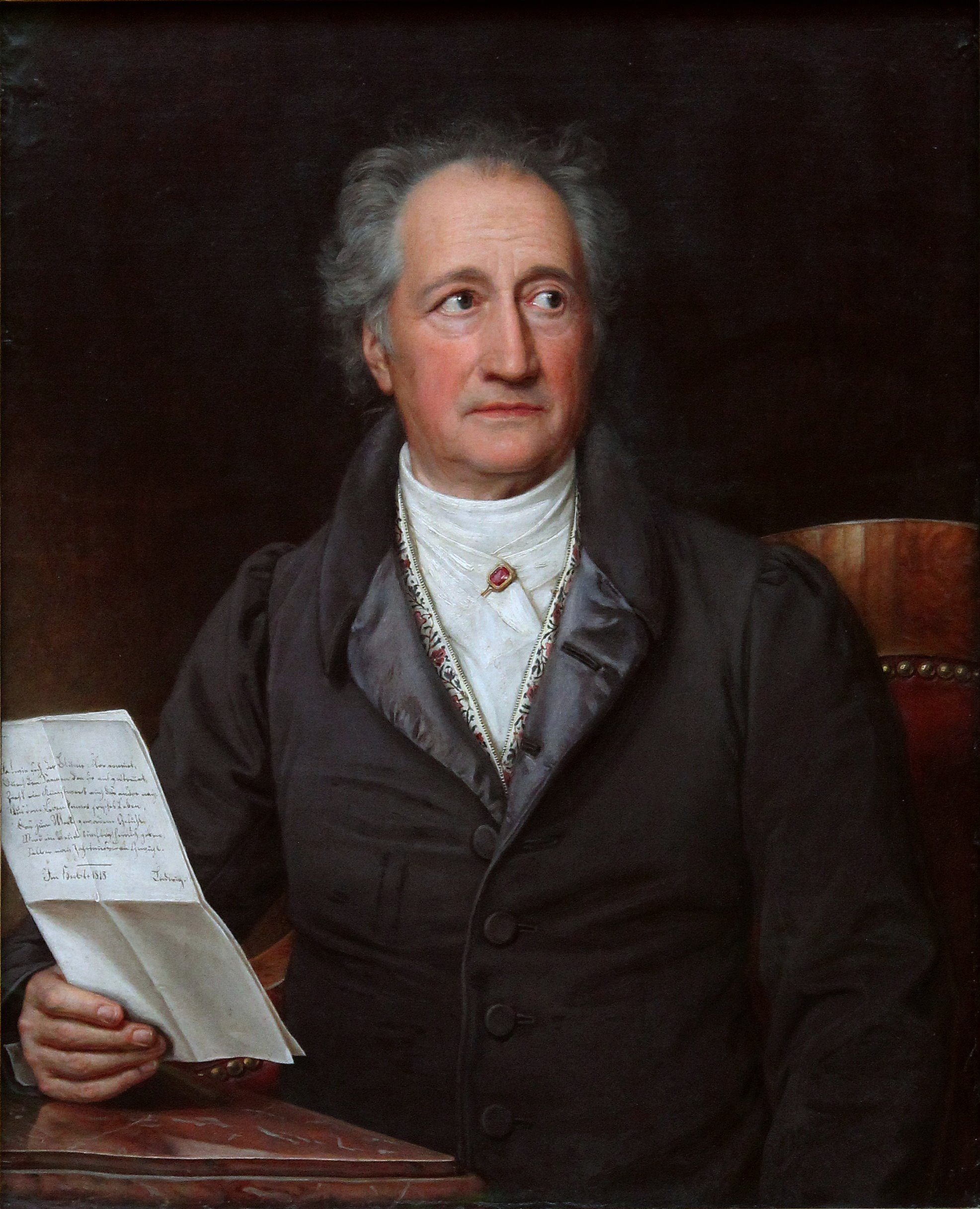
Johann Wolfgang von Goethe (* 28. srpna)

- 17. ledna – Vittorio Alfieri, italský satirický básník a dramatik († 8. října 1803)
- 29. ledna – Kristián VII., dánský a norský král († 13. března 1808)
- 9. března – Honoré Gabriel Riqueti de Mirabeau, francouzský politik, spisovatel a novinář († 2. dubna 1791)
- 10. března – Lorenzo da Ponte, italský básník a libretista († 17. srpna 1838)
- 19. března – Luisa Anna Hannoverská, vnučka britského krále Jiřího II. († 13. května 1768)
- 23. března – Pierre Simon de Laplace, francouzský matematik, fyzik, astronom a politik († 5. března 1827)
- 17. května – Edward Jenner, britský lékař, průkopník očkování († 26. ledna 1823)
- 28. srpna – Johann Wolfgang von Goethe, německý spisovatel, přírodovědec a filozof († 22. března 1832)
- 31. srpna – Alexandr Nikolajevič Radiščev, ruský spisovatel, filosof a revolucionář († 24. září 1802)
- 19. září – Jean-Baptiste Joseph Delambre, francouzský astronom († 19. srpna 1822)
- 25. září – Abraham Gottlob Werner, německý geolog a mineralog († 30. června 1817)
- 10. října – Martin Vahl, norský botanik († 24. prosince 1804)
- 17. listopadu – Nicolas Appert, pařížský cukrář, který vynalezl konzervu a bujónovou kostku († 1841)
- 15. prosince – Alois Ugarte, rakouský úředník a státník († 18. listopadu 1817)
- 17. prosince – Domenico Cimarosa, italský hudební skladatel († 11. ledna 1801)
- ? – Ernst Friedrich Benda, houslista z muzikantské rodiny Bendů († 1785)

## Úmrtí
Česko
- 12. ledna – Filip Josef Kinský, šlechtic, diplomat a politik (* 1. května 1700)
- 4. června – Bedřich August Harrach, česko-rakouský šlechtic a politik (* 18. června 1696)

Svět
- 1. února – Františka Marie Bourbonská, nemanželská dcera francouzského krále Ludvíka XIV. (* 25. května 1677)
- 2. února – André Cardinal Destouches, francouzský hudební skladatel (* 6. dubna 1672)
- 8. února – Jan van Huysum, nizozemský malíř zátiší (* 1682)
- 12. března – Alessandro Magnasco, italský pozdně barokní malíř (* 4. února 1667)
- 14. dubna – Balthasar Denner, německý malíř (* 15. listopadu 1685)
- 20. května – Ádil Šáh, perský šáh (* 1719)
- 27. května – Maria Caroline Charlotte von Ingenheim, milenka císaře Karla VII. (* 2. srpna 1704)
- 30. května – Žofie Šarlota Hesensko-Kasselská, meklenbursko-schwerinská vévodkyně (* 16. července 1678)
- 3. července – William Jones, velšský matematik (* 1675)
- 5. července – John Montagu, 2. vévoda z Montagu, britský generál a šlechtic (* 29. března 1690)
- 13. srpna – Johann Elias Schlegel, německý dramatik a literární historik (* 17. ledna 1719)
- 29. srpna – Matej Bel, slovenský polyhistor, encyklopedista, filozof a spisovatel (* 22. března 1684)
- 10. září – Émilie du Châtelet, francouzská matematička, fyzička a filozofka (* 17. prosince 1706)
- 4. října – František Trenck, rakouský vojenský velitel (* 1. ledna 1711)
- 26. října – Louis-Nicolas Clérambault, francouzský hudební skladatel a varhaník (* 19. prosince 1676)
- 19. listopadu – Carl Heinrich Biber, česko-rakouský houslista a skladatel pozdního baroka (* 4. září 1681)
- ? – Michael Gottlieb Hansch, německý filozof, teolog a matematik (* 22. září 1683)

## Hlavy států
- Francie – Ludvík XV. (1715–1774)
- Habsburská monarchie – Marie Terezie (1740–1780)
- Osmanská říše – Mahmud I. (1730–1754)
- Polsko – August III. (1734–1763)
- Portugalsko – Jan V. (1706–1750)
- Prusko – Fridrich II. (1740–1786)
- Rusko – Alžběta Petrovna (1741–1762)
- Španělsko – Ferdinand VI. (1746–1759)
- Švédsko – Frederik I. (1720–1751)
- Velká Británie – Jiří II. (1727–1760)
- Svatá říše římská – František I. Štěpán Lotrinský (1745–1765)
- Papež – Benedikt XIV. (1740–1758)
- Japonsko – Momozono (1747–1762)
- Perská říše – Ibráhím Šáh, poté Šáhruch